# 辻久保駅
辻久保駅（つじくぼえき）は、かつて熊本県菊池郡西合志町（現・合志市）辻久保にあった熊本電気鉄道菊池線の駅（廃駅）である。

## 歴史
- 1913年（大正2年）8月27日 - 広町 - 高江間開業と同時に当駅も開業。
- 1986年（昭和61年）2月15日 - 御代志 - 菊池間廃止により廃駅となる。

## 駅構造
ホーム1面1線の地上駅で、終日無人駅であった。ホームには待合室が設置され、隣に2階建ての駐輪場が設置されていた。

## 廃止後の状況
当時のホームは撤去されたが、線路跡とホームの横にあった自転車駐輪場はそのまま残り、廃止後はバス利用者のための自転車駐輪場となっていたが縮小しバス営業所内に移設。またかつての敷地の一部が熊本電気鉄道バス辻久保営業所として使用されている。（画像）

## 隣の駅
熊本電気鉄道
菊池線（廃止区間）
大池駅 - 辻久保駅 - 高江駅